# Lidia García
Lidia García García, también conocida como The Queer Cañí Bot, (Montealegre del Castillo, 26 de noviembre de 1989) es una investigadora y activista lesbiana española. Es divulgadora sobre copla, feminismos y disidencias sexuales en redes sociales y en el pódcast ¡Ay, campaneras! que creó durante el confinamiento causado por la pandemia por COVID-19.

## Trayectoria
Nació el 26 de noviembre de 1989 en Montealegre del Castillo, un municipio de la provincia de Albacete. Escuchó coplas, zarzuelas y cuplés desde pequeña porque su madre solía cantarlas. Comenzó a escribir en la infancia y obtuvo algunos premios literarios. Uno de ellos le permitió participar como expedicionaria en el proyecto de educación e intercambio cultural la Ruta Quetzal en el año 2006 y recorrer México, Belice y Guatemala.
Se graduó en Filología Hispánica en la Universidad de Valencia y después en Humanidades en la Universidad de Alicante, donde obtuvo el premio extraordinario de fin de carrera y una mención a la excelencia académica de la Generalidad Valenciana. Su trabajo de fin de grado fue galardonado con el primer premio nacional en la categoría de Ciencias Sociales y Humanidades del XV Certamen Arquímedes de Introducción a la Investigación Científica del Ministerio de Educación. Es investigadora en el Departamento de Historia del Arte de la Universidad de Murcia con una tesis sobre estética kitsch, imaginario cañí y género en la cultura visual digital.
Mediante varios programas de movilidad internacional, pudo realizar estudios fuera de su país, en lugares como Coímbra, Montevideo y Berlín. Se especializó en investigación del patrimonio artístico. Su tesis doctoral versa sobre arte contemporáneo y cultura popular desde una perspectiva de género, y ha participado, para hablar de este tema en congresos internacionales como el de la Universidad de Cambridge y el de la Universidad de Dinamarca del Sur. También ha publicado artículos en revistas científicas y en medios como El Salto, El País, Vogue y Vanity Fair. En redes sociales, se la conoce como The Queer Cañí Bot, alias con el que empezó a participar para no revelar quién era. Finalmente, varios factores la llevaron a visibilizar su identidad. Es colaboradora habitual del programa Hoy empieza todo de Radio 3.
En 2020, durante el confinamiento causado por la pandemia por COVID-19, García decidió crear un pódcast desde el baño de su casa y sin micrófono profesional al que tituló ¡Ay, campaneras! Los más de 30 capítulos que lleva producidos, en los que habla sobre la sexualidad, el humor o el faranduleo del mundo de la copla, así como los dobles sentidos de las letras de las canciones, acumulan miles de reproducciones en 23 países. La segunda temporada del pódcast, que se empezó a difundir en 2021, se trasladó a la plataforma Podium Podcast de Prisa Audio.
En 2021, participó en la serie documental de Movistar Plus+ Lola sobre la vida de la artista Lola Flores.
Gracias al éxito del pódcast, en enero de 2022, García publicó su primer libro ¡Ay, campaneras! Canciones para seguir adelante, un ensayo donde profundiza en los temas que había ido tratando en los episodios realizados en formato sonoro, explicando las historias que hay detrás de las canciones de la copla, donde hay transgresiones femeninas, se denuncian las diferencias de clase social y se identifica el deseo de libertad durante la represión de la dictadura franquista. Además, el libro cuenta distintas anécdotas, como que el filósofo alemán Friedrich Nietzsche dijo que “lo más fuerte” que había oído en su vida había sido la zarzuela La Gran Vía (1886) de Federico Chueca y Joaquín Valverde Durán, o que el cómico Charles Chaplin había robado la música de La violetera para su película Luces de la ciudad (1931). El libro, además, está pensado para ser escuchado con música y tiene su propia lista de reproducción.
La investigación y los distintos trabajos de divulgación sobre el mundo de la copla de García aparecen a la vez que otras investigaciones académicas, como las de los catedráticos Alberto Romero y Cristina Cruces, los investigadores Inmaculada Matía Polo, Enrique Encabo y Javier Barreiro, y el cómic Doña Concha, la rosa y la espina de la ilustradora Carla Berrocal sobre la vida de la cantante Concha Piquer y son considerados un referente en ese ámbito.
El 7 de mayo de 2022, participó como ponente con la charla ¿Qué podemos aprender de las canciones de nuestras abuelas? en el evento TED, TEDxVitoriaGasteiz, celebrado en la ciudad de Vitoria, que en esta ocasión  se centró en cosas positivas que surgieron a raíz del confinamiento por la pandemia de COVID-19 y por ello, su lema fue Empowered.

## Reconocimientos
García fue premiada en noviembre de 2021 con el galardón Las horas del Fancinegay en Badajoz, por dar visibilidad del colectivo LGTBI mediante su labor de divulgadora y haber conseguido hacer llegar la canción popular española a las nuevas generaciones desde una perspectiva de género y de clase.
En 2022, García fue reconocida con el Premio Estudiante del Año 2021, entregado por la Universidad de Murcia, por ponerle voz a la cultura y ser un referente a nivel nacional en materia de igualdad e identidad del colectivo LGTB+. Ese mismo año, se convirtió en la ganadora del Premio Las Horas entregado por FanCineGay, el Festival Internacional de Cine LGBT de Extremadura, por su papel reivindicativo, con enfoque feminista, LGBTI y de clase obrera, de la copla, el cuplé y la zarzuela.
También en 2022, Andalesgai, el Festival de Cine LGTBI de Sevilla concedió a García el Premio Triángulo Andalucía a la visibilidad en su 18.ª edición.

## Obra
- 2022 – ¡Ay campaneras! Canciones para seguir adelante. Plan B. ISBN 978-8418051449.[31]